# Jonatan Valle Trueba
Jonatan Valle Trueba (* 30. Dezember 1984 in Santander, Kantabrien) ist ein spanischer Fußballspieler, der bei Recreativo Huelva in der spanischen Segunda División spielt.

## Spielerkarriere
Jonatan Valle stammt aus der eigenen Jugend seines Vereins Racing Santander. Seit 2003 spielt er für die erste Mannschaft der Kantabrier. Der kleine Mittelfeldspieler wurde 2006/07 an den Zweitligisten FC Málaga ausgeliehen. Bei den Andalusiern konnte er überzeugen und sich für die Fortsetzung seines Vertrages beim Erstligisten Racing empfehlen.